# 中央 (企業)
中央株式会社（ちゅうおう）は、東京都墨田区に本社を置く物流倉庫。他に埼玉県にいくつかの拠点倉庫がある。一般的な保管業務の他にも、発送代行、物流加工等も行っている。2005年に中小企業新事業活動促進法、2006年にプライバシーマークの認定も受けている。

## 会社概要
- 本社所在地 - 東京都墨田区東向島四丁目1番5号
- 設立 - 1948年（昭和23年）12月4日
- 代表者 - 小田桐 修
- 資本金 - 6543万2200円
- 事業内容

1. 倉庫業
2. 物品の仕分け、梱包及び発送業務の請負業
3. 販売業務
4. 上記に付帯する一切の業務

- 取引業種 - アパレルメーカー、各種雑貨卸、玩具卸、SP、通信販売、建築資材商社、精密機器商社、学校法人等

## 沿革
- 1948年（昭和23年）12月 中央麻袋株式会社として設立
- 1967年（昭和42年）9月 中央株式会社に商号変更
- 1968年（昭和43年）12月 倉庫業許可取得
- 1983年（昭和58年）3月 製袋業務を分社化し、倉庫業を主業とする
- 1995年（平成7年）4月 物流代行業務への取り組みを開始
- 1998年（平成10年）8月 川口営業所開設
- 2001年（平成13年）8月 草加営業所開設
- 2005年（平成17年）11月 中小企業新事業活動促進法の承認を受ける
- 2006年（平成18年）7月 鳩ヶ谷営業所開設
- 2006年（平成18年）11月 プライバシーマーク付与の認定を受ける
- 2008年（平成20年）1月 草加SC開設
- 2009年（平成21年）8月 越谷営業所開設
- 2009年（平成21年）9月 株式会社クルトルース（内職市場）設立

## 関連会社
- 株式会社クルトルース 内職市場三郷中央店